# Margaret Newton
Margaret Brown Newton (Montreal, 20 de abril de 1887 – Vitória, 6 de abril de 1971) foi uma fitopatologista e micologista canadense renomada e reconhecida internacionalmente por sua pesquisa pioneira sobre a ferrugem em vegetais, em especial a Puccinia graminis, e seu efeito na produção agrícola canadense.

## Biografia
Margaret nasceu em Montreal, em 1887. Era filha de Elizabeth Brown e John Newton, sendo a mais velha dos cinco filhos do casal. Seu pai era químico formado na Inglaterra, com grande interesse na aplicação da ciência na agricultura. Tanto era a sua influência que quatro de seus filhos acabaram com doutorados na área de agronomia.
Margaret começou a estudar em uma escolinha dentro de um moinho em Plaisance, em Quebec. A família mudou-se para Montreal quando seu pai conseguiu um emprego com um salário melhor. Margaret concluiu o ensino fundamental e parte do ensino médio antes que a família retornasse para Plaisance, onde ela concluiu o ensino médio. Formando-se no magistério, ainda trabalhou por um ano no interior até que se mudou para Vankleek Hill para se especializar.
Lecionou por três anos em Lachine, também em Quebec e por mais um ano em North Nation Mills. O dinheiro que Margaret conseguiu guardar serviu para pagar seu acesso no ensino superior. Grande apreciadora da arte, Margaret se matriculou no programa de graduação em artes pela Universidade McMaster, em Hamilton, Ontário, onde cursou um ano até retornar a Montreal, onde se matriculou no programa de agronomia do Macdonald College, hoje parte da Universidade McGill.
A única mulher em uma classe de 50 alunos, Margaret ganhou a medalha de ouro do governo por desempenho acadêmico no final do curso como a melhor da turma. Foi também a primeira mulher membro da Socidade Protetora das Plantas de Quebec. Em seu segundo ano de curso, Margaret fez um curso de miologia, onde se interessou pelo estudo da ferrugem em cereais, o que a levou a estudar fitopatologia.

## Carreira
Um de seus professores viajou para a região oeste do Canadá, em 1917, onde pode começar os estudos sobre a ferrugem que vinha destruindo lavouras no ano anterior na ordem de 2.420.000 de quilômetros quadrados, causando 200 milhões de dólares em prejuízos. Ele a designou para a coleta de amostras, mas Margaret só aceitou depois que os decanos da universidade suspenderam as restrições ao uso dos laboratórios pelas mulheres à noite. Ainda assim, Margaret precisava estar de volta ao seu alojamento antes das 22h. Durante seu trabalho no laboratório, Margaret descobriu o fungo da ferrugem infectava o trigo em uma velocidade diferente das demais plantas.
Margaret e sua amiga, Pearl Clayton Stanford, se formaram em 1918 e se tornaram as primeiras mulheres a se graduarem na instituição. No ano seguinte, Margaret obteve um mestrado em ciências por sua dissertação The Resistance of Wheat Varieties to Puccinia graminis.

## Aposentadoria
Sua contínua exposição aos esporos da ferrugem acabaram piorando uma condição respiratória preexistente, que a levou a se aposentar prematuramente em 1945 e a se mudar para Vitória. Os fazendeiros do Canadá fizeram um abaixo-assinado em seu nome para que o governo lhe concedesse uma pensão por sua dedicação em salvar as lavouras do país.
Mesmo aposentada, Margaret não deixou de viajar e palestrar em várias universidades. Esteve na Rússia e na África para auxiliar em programas de mitigação da ferrugem, bem com esteve em congressos e simpósios. Foi ativa no grupo pelos direitos das mulheres e por mulheres na ciência.

## Morte
Margaret morreu em 6 de abril de 1971, em Vitória, aos 83 anos.